# الامین وهاب
 الامین وهاب (انگلیسی: Lamine Ouahab؛ زادهٔ ۲۲ دسامبر ۱۹۸۴) یک تنیس‌باز اهل الجزایر است.